# Cantón Cinco de Marzo
Cantón Cinco de Marzo är en ort i Mexiko.   Den ligger i kommunen Huixtla och delstaten Chiapas, i den sydöstra delen av landet, 900 km sydost om huvudstaden Mexico City. Cantón Cinco de Marzo ligger 13 meter över havet och antalet invånare är 155.
Terrängen runt Cantón Cinco de Marzo är mycket platt. Runt Cantón Cinco de Marzo är det ganska tätbefolkat, med 75 invånare per kvadratkilometer. Närmaste större samhälle är Huixtla, 12,9 km nordost om Cantón Cinco de Marzo. Omgivningarna runt Cantón Cinco de Marzo är en mosaik av jordbruksmark och naturlig växtlighet.